# Dixa notata
Dixa notata är en tvåvingeart som beskrevs av Friedrich Hermann Loew 1863. Dixa notata ingår i släktet Dixa och familjen u-myggor. Inga underarter finns listade i Catalogue of Life.